# Hillsong Church Sverige
Hillsong Church Sweden är en pentekostal församlingsrörelse grundad av pastorerna Lina och Andreas Nielsen. Församlingen är en del av internationella Hillsong Church som grundades 1983 i Sydney, Australien av Brian och Bobbie Houston. Hillsong Church Sweden har församlingar i Stockholm, Göteborg, Jönköping, Örebro och Malmö. Sedan 2020 finns även ett "Online Campus". Kyrkan har gudstjänster varje söndag på alla campus, inklusive direktsända över Internet.
Hillsong Church Sweden anordnade i oktober 2012 Sveriges första "Hillsongkonferens" . Konferensen hölls i Filadelfiakyrkan, Stockholm med omkring 2000 deltagare från ett 40-tal länder.
Rörelsen har en årlig julshow, vilken har gästats av artister som Carola Häggkvist, Samuel Ljungblahd och Andreas Wijk. Julshowen 2020 uppges ha sett på uppemot 91 000 olika enheter.

## Historik

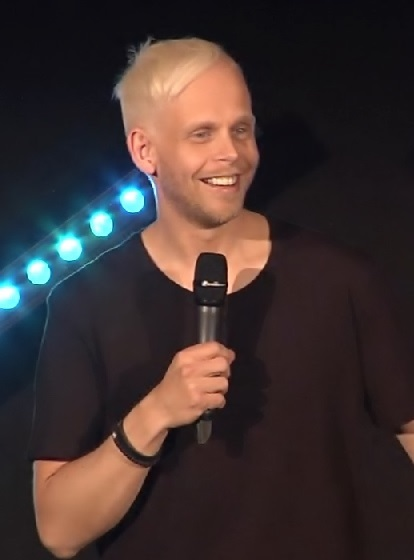
Andreas Nielsen

År 2006 grundades Passion Church av Andreas och Lina Nielsen. Redan från början stod den nära Hillsong Church, då det var Brian Houston som givit dem uppdraget att etablera en kyrka i Sverige. År 2009 upptogs församlingen som officiell medlem i internationella Hillsong Church och bytte namn till Hillsong Church Stockholm.
År 2014 röstade församlingen Hope Church i Märsta för att bli en del av Hillsong Church Stockholm, att Hope Churchs lokaler i Rosersberg övergå till denna. Sedan sommaren 2014 har Hillsong Church Stockholm därmed närvaro på två platser i Stockholm: Hillsong Stockholm City respektive Hillsong Stockholm Norra. Hösten 2016 röstade Södertäljekyrkan, Pingstförsamling i Södertälje, för att gå in under Hillsong Stockholm och blev då Hillsong Stockholm Södra.
År 2017 röstade även församlingen Connect Church i Göteborg (med campus i Jönköping och Örebro) att bli en del av Hillsong i Sverige.

## Teologi
Hillsong står nära  Pingströrelsen. Kyrkans tro är att Bibeln är Guds Ord och att den "är tillförlitlig och tillämpbar till våra vardagliga liv". Rörelsen anser att Jesus är Messias, som återförenade mänskligheten med Gud genom sin korsfästelse och återuppståndelse. Kyrkan menar också att "för att leva det heliga och fruktsamma liv som Gud har för oss, behöver vi bli döpta i vatten och bli fyllda med den Helige Andes kraft" och att den Helige Ande ger oss andliga gåvor.
Hillsongs åsikter i många frågor stämmer överens med många andra i pingströrelsen.[källa behövs]

## Kritik
Rörelsen uppmärksammades i samband med ett kontroversiellt uttalande om samkönade relationer och aborträtten. I reportage i Sveriges Radio fick Andreas Nielsen frågan angående hur han ser på samkönade relationer och abort. Han svarade på frågan om samkönade relationer: "Jag personligen viger inte homosexuella, därför att jag tror att äktenskapet kommer ifrån Bibeln, och Bibeln konstaterar att äktenskapet ska vara mellan man och kvinna". Han tillägger att alla människor är lika mycket värda. På frågan om abort säger han: "Jag anser att det är en komplicerad fråga och att det finns jättekomplicerade situationer, men jag tror ändå att livet på något sätt är heligt. Utan att sätta mig över någon så tycker jag att det är ett misslyckande".
Dessa uttalanden ledde till kritik mot Andreas Nielsen och mot församlingen. En tid därefter valde församlingens dåvarande hyresvärd, Nalen på Norrmalm, att inte förlänga församlingens hyreskontrakt. Det spekulerades i om det fanns ett samband mellan uttalandena i radio och hyresvärdens val att inte förlänga kontraktet men ingen av parterna bekräftade uppgifterna. I en predikan 23 augusti 2015 sa Andreas Nielsen om händelsen: "Glöm inte hans trofasthet när tidningarna fick lite frispel och Nalen blev lite nervösa och det inte gick att vara där längre".
Radioinslaget fälldes senare av myndigheten för radio och tv som ansåg att reportaget stred mot kraven på opartiskhet och saklighet.

## Församlingar

### Stockholm City
Församlingen Stockholm City är den ursprungliga Hillsong-församlingen i Sverige. Den grundades 2006 av Andreas och Lina Nielsen under namnet Passion Church. År 2009 ingick församlingen i internationella Hillsong Church. Kyrkan har sedan dess vuxit och bytt församlingslokal ett flertal gånger i centrala Stockholm. I januari 2023 hålls gudstjänster på Hotel Clarion Sign i en veckovis hyrd konferenslokal..

### Stockholm Norra

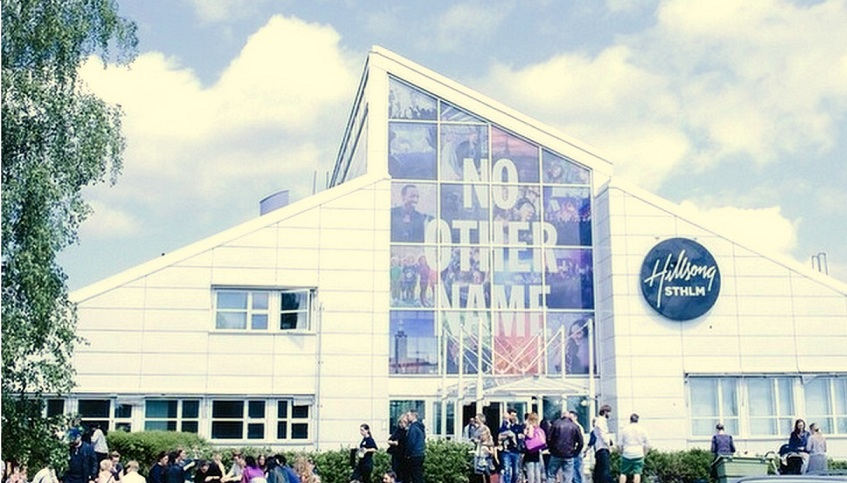
Hillsong Stockholm Norra i Arlandastad i Märsta

Hillsong Stockholm Norra är belägen i Arlandastad utanför Märsta. Församlingen grundades 1929 som en vanlig pingstförsamling och har sedan dess genomgått ett flertal förändringar såsom namnskifte, med målet att vara en modern församling[förklaring behövs]. År 2014 ingick den i församlingen Hillsong Church Stockholm.
Församlingens historia började 1923, då dåvarande pingstförsamlingen Smyrna på Södermalm (Södermalmskyrkan) sände evangelister för att predika i Märsta. År 1929 grundades Betaniaförsamlingen i Märsta och till denna byggdes Betaniakapellet. År 1974 bytte församlingen namn till Filadelfiaförsamlingen Pingstkyrkan. Kapellet revs på 1970-talet och gav istället plats för en ny kyrka, vilken invigdes 1981. År 2005 bytte församlingen namn till Märsta Pingstförsamling - Harvest Center. Under 2000-talet hade Harvest vuxit så mycket att kyrkan såldes till S:t Franciskus kapellförsamling. Församlingen flyttade istället 2006 till nya lokaler i Arlandastad, som rymmer 1 100 personer. År 2011 beslöt församlingen vid ett församlingsmöte att byta namn till Hope Church, vilken 2014 beslöt att ansluta till Hillsong Church Stockholm.

### Stockholm Södra
Hillsong Stockholm Södra i Södertälje grundades först som Södertäljekyrkan av Tigleth Malkey. År 2016 anslöt sig församlingen till Hillsong Church Stockholm och blev dess södra campus.

### Göteborg
Hillsong Göteborg har sina campus på Danska Vägen 100 vid Redbergsplatsen och på Restaurang Trädgårn. Församlingen grundades 1919 under namnet Gilead och bytte namn 2012 till Connect Church, som därmed fick nya församlingar i Örebro och Jönköping. Den tidigare församlingen, Livets Ord Göteborg (med rötter i det 2001 grundade Livets Ord Uppsala), gick 2016 in i Connect Church, som 2017 anslöt sig Hillsong-församlingen.

### Jönköping
Hillsong Jönköping grundades 2012 som en del av Connect Church och blev 2017 en del av Hillsong Church.

### Örebro
Hillsong Örebro håller sina möten på City Konferens Center i Örebro.